# عشبة النار الهندية
عشبة النار الهندية (الاسم العلمي: Hemidesmus indicus)، نوع من عشبة النار وفصيلة الدفلية. أعطانها في جنوب آسيا. وهي شجيرة رفيعة أو لبنية أو ملتفة الساق وهي شجيرة شبه منتصبة.